# القوات الخاصة المغربية

القوات الخاصة المغربية هي مجموعة من الوحدات العسكرية التي تم تدريبها وتوجيهها وإعدادها خصيصًا للقيام بمجموعة من المهام الخاصة، بدءًا من "العمليات الخاصة" في سياق الحرب التقليدية إلى تلك المتعلقة بالحرب غير التقليدية.
تشير المعلومات المتاحة إلى أن القوات الخاصة مكونة من 7 وحدات لها تجهيزات عالية تقارب تجهيزات القوات الخاصة العالمية.

## الخلفية التاريخية
جاء الإعلان عنها كرد فعل على التصعيد، الذي أعلنته ميليشيات البوليساريو. ويوجد نحو 1200 جندي من قوات العمليات الخاصة في القارة الإفريقية يتولون التدريب وتشغيل طائرات دون طيار، بينما تحظى باهتمام من الملك، خصيصا وهي لم تشارك في الانقلابات التي تمت في المغرب، وفي أحيان نادرة يتدخلون مباشرة.

## السمات
يتميز أفراد القوات الخاصة بمستوى تعليمي مرتفع، ولياقة بدنية عالية، وبنيان جسماني قوية وتدريبات على مستوى عال من المهارات.

## المهام
تتدرب على تنفيذ المهام الحساسة كالتدخل في حالات الأزمات الكبرى وتأمين المواقع الاستراتيجية والتصدي للعمليات والمحاولات الإرهابية بالإضافة إلى ما يلي:
- مكافحة المخدرات.
- تحرير الرهائن
- تدمير بطاريات السام
- تحصين المطارات والسدود المائية والمنشآت الإنتاجية الكبرى والاستراتيجية والمؤسسات.

## التشكيل والبناء التنظيمي
تنقسم القوات الخاصة المغربية إلى ثلاثة أقسام وهي كالآتي:

### الأمنية
وبها شقان الأول تابع للمديرية العامة للأمن الوطني، ويضم فرق التدخل السريع B.R.I وفرقة القنص الخاصة وفرقة التقنية والعلمية الخاصة وقوة مكافحة الإرهاب أما الشق الثاني فيتبع المديرية العامة لمراقبة التراب الوطني ويضم فرقة المكتب المركزي للأبحاث القضائية B.C.I.

#### عسكرية
وتتكون من وحدات عديدة وهي:
-مجموعة العمليات الخاصة التابعة للواء الأول للمظليين بسلا.
-مجموعة العمليات الخاصة التابعة للواء الثاني للمظليين ببنجرير.
-مجموعة العمليات الخاصة للمنطقة الجنوبية بتفنيت.
-فوج رماة الأطلس للمشاة الجبلية بأوكايمدن.
-وحدات التدخل السريع والتي تتكون من اللواء الخفيف للأمن واللواء الخامس المكانيكي للتدخل و الأفواج الخفيفة للتدخل السريع.
-مجموعات كومندوس البحرية التابعين للبحرية الملكية.

##### شبه عسكرية
قوات خاصة تابعة للدرك الملكي وتسمى بمجموعات التدخل للدرك الملكي G.I.G.R.

## التدريب
يتلقى الضباط تدريبهم الأساسي لمدة خمس سنوات، 4 سنوات في الأكاديمية العسكرية بمكناس، وسنة بالمدرسة الملكية بالدار البيضاء، أما ضباط الصف فيحصلون على تدريب لمدة سنتين في المدرسة الملكية بمراكش، ونصف سنة في مراكز الدرك المتخصصة كما تتلقى تدريبات مع قوات أجنبية مثل القوات الأمريكية الخاصة وكذلك المشاركة في مناورات «فلينتلوك» الخاصة بتدريب القوات الإفريقية للتصدي للعمليات الإرهابية.

## التسليح والراتب
تستخدم مجموعه واسعة من الأسلحة النارية، أغلبها مستورد من الخارج، حيث تستخدم:
- من البنادق و الأسلحة الخفيفة P90، MP5A3، FN/Fal ، UMP.
- من بنادق القنص القياسية M2، FR F1، Mauser SP66.
- مدفع رشاش عيار 7،62 ملم طراز M240.
- قذيفة فاصلة للنعل طراز C785 عيار 120 ملم.
- قذيفة طراز CA31 HEAT شديدة الانفجار والمضادة للدبابات عيار12 ملم.
- قاذف للقنابل الدخانية من نوع M250.

### النظام المالي
تتفاوت رواتب الجنود المغاربة من 4100 درهم للجندي إلى 140000 درهم للقائد العام.

## التصنيف وأبرز العمليات
تأتي ضمن أفضل خمس قوات خاصة عربية، حيث جاءت في المرتبة الرابعة، وقد شاركت هذه الوحدات المغربية في الزائير، ساحل العاج واليمن وغيرها من مناطق التدخل المغربي، ومن أبرز العمليات التي قامت بها ما يلي:
- عملية verveine في الكونغو الديمقراطية سنة 1977 بسبب طلب شخصي من الرئيس الكونغولي الماريشال موبوتو سيسي سيكو، لقيام متمردي الجبهة الوطنية لتحرير الكونغو أثناء حكمه بإعلان الانتفاضة وسيطرتهم على مدينة كولوزي، وقاموا باحتجاز رهائن أوروبيين فقام الماريشال موبوتو بطلب المساعدة من الحسن الثاني الذي أرسل على الفور 1500 مظلي بكامل عتادهم، وانتهت بتحرير الرهائن وطرد المتمردين.
- تدخل القوات الخاصة المغربية لإفشال الانقلاب العسكري ضد الرئيس الموريتاني معاوية ولد سيدي أحمد الطايع في يونيو 2003.
- شاركت في عملية الأرض المحروقة ضد الحوثيين عام 2009.
- المشاركة ضمن قوات التحالف العربي في اليمن 2015.
- القوات الخاصة المغربية التابعة للجيش أو ما يعرف بقوات العمليات الخاصة، التي أعلنها جنرال بالجيش خلال افتتاح مناورات عسكرية بالمغرب تشهد تمارين مكثفة غير مسبوقة بين وحدة العمليات الخاصة التابعة للمارينز الأمريكي ووحدة العمليات الخاصة التابعة للقوات المسلحة الملكية المغربية.

القوات الخاصة التي أخرجت للعلن مكونة من 7 وحدات لها تجهيزات عالية تضاهي تجهيزات القوات الخاصة العالمية، وسبق لها أن تدخلت في عدة دول، من بينها مالي، إلى جانب القوات الخاصة الفرنسية، ويعتبرها متخصصون من أكثر الوحدات احترافية، إذ لا تستطيع أن تفرق بين عناصر القوات الخاصة المغربية والفرنسية لتشابه التجهيزات المتطورة أكثر.
أفاد المتخصصون أن القوات الخاصة التابعة للجيش، المعروفة اختصارا بـ « FAR SOF»، تعتبر من الوحدات التي يحاط عملها بسرية تامة، إذ ظلت عناصرها في الظل سنوات طويلة قبل أن يتم الإعلان عنها من طرف مصدر رسمي.

## معرض صور

عنصر من القوات الخاصة المغربية التابعة للبحرية الملكية
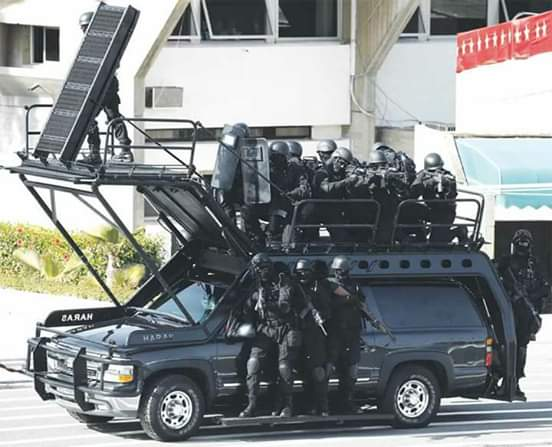
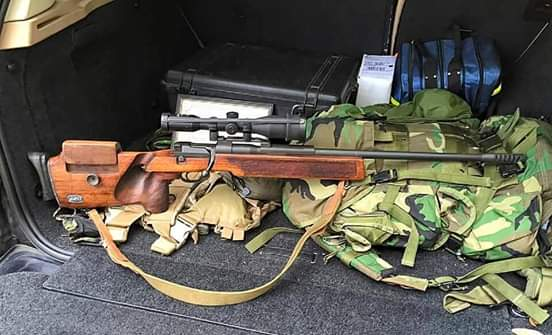
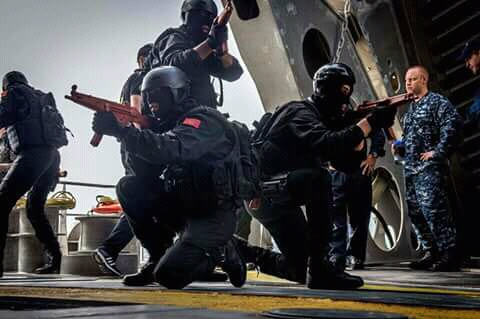
القوات الخاصة التابعة للبحرية الملكية المغربية
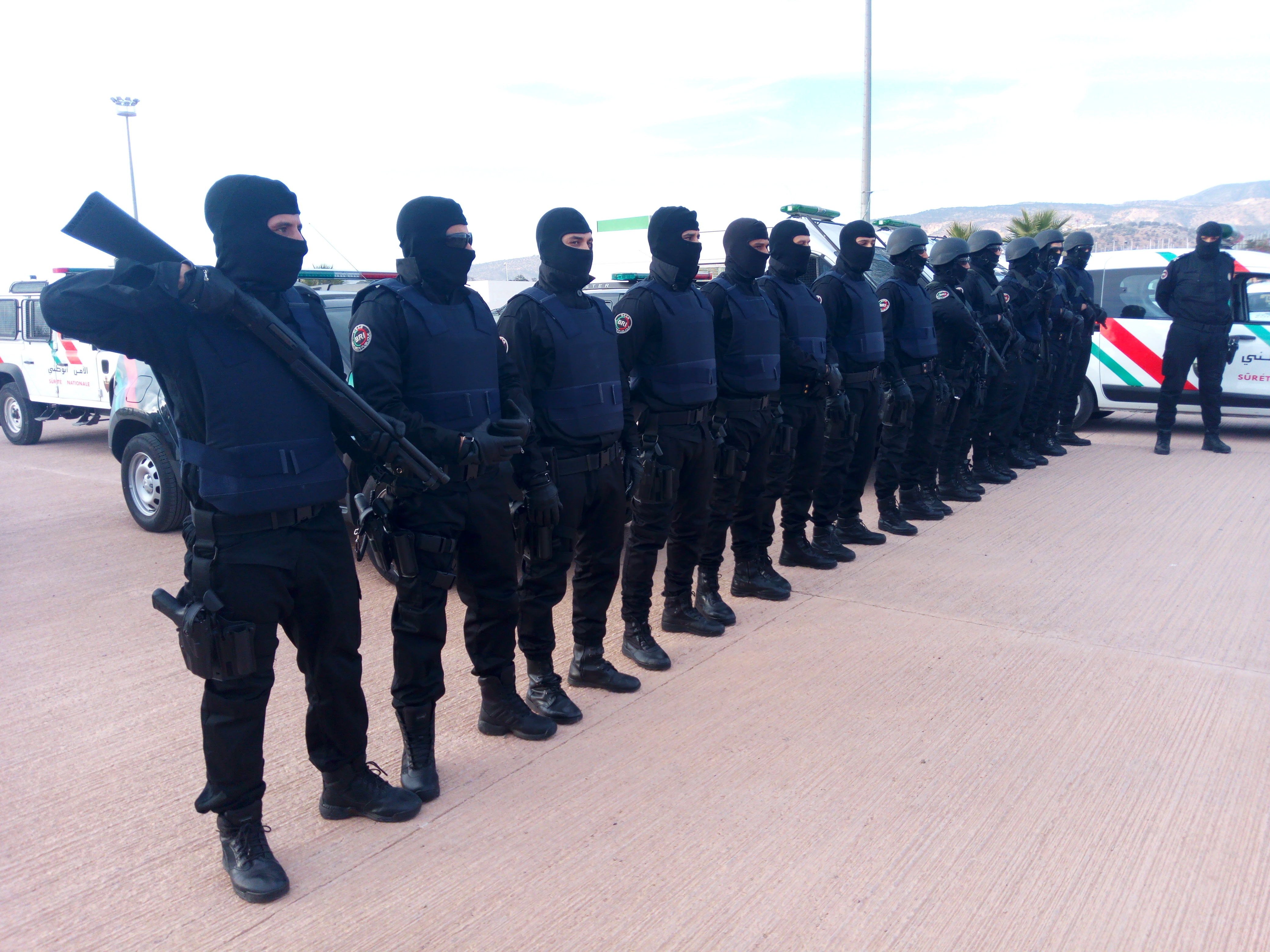
عناصر من قوات البحت و التدخل المغربية
أفراد من القوات الخاصة أتناء تفجير مقهى أركانة بمراكش